# داگلاس دی اولیویرا
داگلاس دی اولیویرا (به پرتغالی: Douglas de Oliveira) مهاجم اهل برزیل است که در شهر پونتا گروسا و در تاریخ ۳۰ ژانویهٔ ۱۹۸۶ به دنیا آمده‌است.
داگلاس دی اولیویرا در تیم‌های فوتبال América-MG سابقهٔ حضور دارد.